# Héctor Pacheco
 Héctor Pacheco ( Marcos Juárez, provincia de Córdoba, Argentina, 15 de marzo de 1918 – Buenos Aires, Argentina, 28 de julio de 2003, cuyo verdadero nombre era Antonio Lino Ingaramo, fue un cantor y compositor dedicado al género del tango de larga trayectoria en su país, al que se llamó "El Príncipe de Buenos Aires".

## Actividad artística
Al año de edad ya vivía en la ciudad de Rufino, provincia de Santa Fe, lo que ha hecho nacer en esta provincia la versión de que era santafesino.
Desde chico le gustó la música y, en particular, el tango y fue así que antes de la mayoría de edad no solo lo cantaba sino que se atrevía a tocar el piano y el violín. Al ganar a los 20 años en Rosario el primer premio en un concurso pudo cantar en Radio Cerealista de esa ciudad; por esa época su estilo imitaba el de Agustín Magaldi. Con ese primer dinero cobrado viajó a Buenos Aires, donde por intermedio de un familiar de Juan D'Arienzo, al que conocía, consigue que el maestro lo escuche pero no pasó de eso porque en su orquesta ya estaba Alberto Reynal, pero el director le señaló que no era bueno para su carrera imitar a otro.
Se relacionó artísticamente con las hermanas Silva y su dúo Las Palmeritas y a los dos años de aquel concurso se presentó en otro auspiciado por la sastrería Braudo en Radio Argentina y, ya abandonada la imitación de Magaldi, volvió a ganar, y por esos años adoptó el nombre artístico de Héctor Pacheco en tanto seguía buscando su propio estilo de canto.
En la década siguiente dejó de ser solista y pasó por diferentes conjuntos; cantó con Alberto Pugliese, se presentó en el cabaré Tibidabo con la orquesta de Pedro Maffia, hizo un papel secundario en la obra de teatro Yo soy Juan Tango donde la figura era Alberto Vila y en 1947 estaba en el conjunto que dirigía Alfredo Attadia, con el cual actuó por Radio El Mundo y en el cabaré Chantecler. El 23 de diciembre de 1948 registró para el sello Odeon Milonga para Gardel y dos temas políticos, el tango Descamisado, de Antonio Helú y Enrique Maroni y la marcha autoría de Sebastián Piana y Maroni, Peronista que se grabaron en Buenos Aires pero salieron en un sello uruguayo, M.A.D.A.N.
Cuando luego de dos años de relación Attadia incorporó otro cantor, Jorge Beiró, Pacheco se separa y con el cuarteto integrado por Armando Baliotti, Luis Adesso, Bernardo Sevilla y Anselmo Aieta hizo una gira por el interior del país.
Admirador de Osvaldo Fresedo, un día se atrevió a verlo en su propia casa; lo atendió muy bien, lo escuchó cantar, pero nada sucedió. En 1952 sus actuaciones coincidieron en Bariloche y en forma casual Fresedo lo escuchó cantar en un local y, creyendo que era un crédito local{ le dijo que si iba a Buenos Aires no dejara de ir a verlo. Así lo hizo Pacheco a su regreso, Fresedo lo probó cantando Milonguita (Esthercita) y lo contrató para actuar junto a su cantor Jorge Beiró pero este al poco tiempo se vio opacado y se fue con Lucio Demare. Debutó en el local Rendez-Vous, de Maipú entre Paraguay y avenida Córdoba, propiedad de Fresedo y su violinista Eduardo Armani. Allí Pacheco definió su estilo propio y un repertorio para lucirlo: Con Fresedo se inició su época de oro, continuada luego con su ciclo con la orquesta de Carlos García.
En 1957 Radio El Mundo le ofreció a Pacheco un buen contrato para actuar como solista, y el cantor dejó a Fresedo y pasó a actuar acompañado entonces por Elvino Vardaro, Hugo Baralis, Leopoldo Federico y Horacio Malvicino.
Como solista su primer disco fue con Vida mía y Sueños de París. Además de «El Príncipe de Buenos Aires» también era presentado como «Un cantante para la intimidad». Acentúa el tono delicado de su voz y de sus gestos y en sus tangos se parece a un romántico cantor de boleros. Su acompañamiento musical conserva la impronta de Fresedo y nunca le falta una celesta, o un instrumento de viento o una guitarra eléctrica. Entre quienes lo acompañaron estuvo un conjunto a cargo del bandoneonista Cayetano Cámara, amigo y músico en el pasado de Alfredo Gobbi y músicos como los contrabajistas [[Horacio Cabarcos¡¡ y Aldo Nicolini. 
Tuvo diversos cargos en el sindicato Unión Argentina de Artistas de Variedades. En sus últimos años problemas de salud le impedían trabajar y debió pedir ayuda económica. Héctor Pacheco falleció el 28 de julio de 2003.

## Labor como compositor
Compuso Sueños de París, Y total para qué, Por siempre mía y algunas obras más. 

## Valoración
De caudal vocal modesto, supo emplear todos los recursos que la experiencia le brindara, para suplir los límites físicos. Su estilo elegante, distinguido, intimista, evocaba  el lujo, los grandes salones de baile frecuentadas por las clases altas, un mundo que desaparecido pero grato de evocar. Se dice que el estilo musical de Osvaldo Fresedo fue caracterizado por “la delicadeza del gusto, los ligados, los suaves matices y los solos fantaseosos del piano apuntaban al oído de las clases altas, aunque llevando hasta ellas el mensaje musical del arrabal profundo, que siempre emergía en el arte fresediano.” Consecuentemente Fresedo elegía  cantores que además de tener el nivel de calidad requerido encuadraran en ese estilo, tales como Roberto Ray, Oscar Serpa o Ricardo Ruiz, y Héctor Pacheco no solamente perteneció por derecho propio a esa escuela sino que incluso para más de un crítico fue su mejor exponente, el más afinado, el más seductor y, también, el más personal.
Algunos de los temas que le valieron el reconocimiento de su público y que registró en las discográficas Columbia y Odeón, fueron Milonguita, Discepolín, que estrenó antes que Aníbal Troilo, Pero yo sé, Pampero, Lluvia sobre el mar, Por la vuelta y Vida mía, un poema escrito por Emilio Fresado en 1933, que fue su tema clásico, solicitado por su público incluso cuando ya estaba algo en decadencia; pero además su personalidad le permitió adaptar a su estilo “romántico”, casi abolerado, letras de tango consideradas más “recias”, como Patotero sentimental, Lo han visto con otra, El pescante o Garufa. Adet califica de “una verdadera creación” la interpretación de Corrientes y Esmeralda que hace Pacheco, que para el crítico es una de las mejores del cantor.  

## Cine
En 1954 intervino en la película Soy del tiempo de Gardel, que no fue estrenada comercialmente, en la que trabajaron Homero Cárpena, Maruja Gil Quesada, Julio Jorge Nelson, la cantante Olga Lamas y Juan Carlos Copes.